# داني غاي
داني غاي (بالإنجليزية: Danny Gay)‏ (5 أغسطس 1982 في المملكة المتحدة - ) هو لاعب كرة قدم بريطاني في مركز حراسة المرمى. لعب مع سانت نيوتس تاون ونادي ساوثيند يونايتد وهورنتشورتش وهيبريدج سويفتس وبرينتري تاون ونادي تشيلمسفورد ونادي كينغز لين ونادي سودبوري وبيشوب ستورتفورد ونادي ليستون وNeedham Market F.C. ‏.

## وصلات خارجية
- داني غاي على موقع قاعدة بيانات كرة القدم.إي يو (الإنجليزية)
- داني غاي على موقع Soccerbase.com (لاعب) (الإنجليزية)